# Fissistigma glaucescens
Fissistigma glaucescens là loài thực vật có hoa thuộc họ Na. Loài này được (Hance) Merr. mô tả khoa học đầu tiên năm 1919.